# Alycia Butterworth
Alycia Butterworth (Prince Rupert, 1 de octubre de 1992) es una deportista canadiense que compite en atletismo, especialista en las carreras con obstáculos. En los Juegos Panamericanos de 2023 obtuvo una medalla de plata en la prueba de 3000 m obstáculos.

## Palmarés internacional
| Juegos Panamericanos | Juegos Panamericanos | Juegos Panamericanos | Juegos Panamericanos |
| Año                  | Lugar                | Medalla              | Prueba               |
| -------------------- | -------------------- | -------------------- | -------------------- |
| 2023                 | Santiago (Chile)     | Medalla de plata     | 3000 m obstáculos    |